# Färöarnas demografi
Färöarnas demografi övervakas av myndigheten Hagstova Føroya. Färöarnas befolkning var 52 925 år 2020. Den summerade fruktsamheten var 2,62 barn per kvinna år 2016, vilket är en bit över den demografiska ersättningsnivån på 2,1. Den förhållandevis höga summerade fruktsamheten gör att Färöarna sticker ut i ett europeiskt perspektiv.
Den stora majoriteten av befolkningen är etniska färingar, av nordgermansk härkomst.
En DNA-analys från 2004 visade att Y-kromosomer – som spårar den genetiska härkomsten på det direkta fädernet – till 87 % är skandinaviskt. Samtidigt visade studien att mitokondrie-DNA – som spårar kvinnlig härkomst på det direkta mödernet – till 84 % är skotskt och irländskt.
Folkräkningen 2011, kallad Manntal, visar att 10 % inte var födda på Färöarna varav endast 3 % födda utanför Kungariket Danmark. 6,5 % av personer över 15 år talade inte färöiska som modersmål. 33 personer sa att de inte förstod färöiska över huvud taget. Enligt 2011 års folkräkning talade 45 361 folkbokförda på Färöarna färöiska som sitt första språk medan 1 546 talade danska som sitt första språk.

## Befolkning efter ö
| Name        | Area  | Befolkning | Inv/km2 |
| ----------- | ----- | ---------- | ------- |
| Streymoy    | 373,5 | 21 717     | 57,4    |
| Eysturoy    | 286,3 | 10 738     | 37,5    |
| Vágar       | 177,6 | 2 856      | 15,7    |
| Suðuroy     | 166   | 5 074      | 30,9    |
| Sandoy      | 112,1 | 1 428      | 12,4    |
| Borðoy      | 95    | 5 030      | 52,4    |
| Viðoy       | 41    | 605        | 15      |
| Kunoy       | 35,5  | 135        | 3,8     |
| Kalsoy      | 30,9  | 136        | 4,8     |
| Svínoy      | 27,4  | 58         | 2,7     |
| Fugloy      | 11,2  | 46         | 4       |
| Nólsoy      | 10,3  | 262        | 26,1    |
| Mykines     | 10,3  | 19         | 1,8     |
| Skúvoy      | 10    | 61         | 5,7     |
| Hestur      | 6,1   | 40         | 7,1     |
| Stóra Dímun | 2,7   | 7          | 1,9     |
| Koltur      | 2,5   | 2          | 0,8     |
| Lítla Dímun | 0,8   | 0          | 0       |